# Стоил-Войвода
Стоил-Войвода (болг. Стоил войвода) — село в Болгарии. Находится в Сливенской области, входит в общину Нова-Загора. Население составляет 679 человек.
Село расположено в 3 км к юго-западу от административного центра общины — города Нова-Загора.

## Политическая ситуация
В местном кметстве Стоил-Войвода, в состав которого входит Стоил-Войвода, должность кмета (старосты) исполняет Ангел Тодоров Донев (Земледельческий народный союз (ЗНС)) по результатам выборов правления кметства.
Кмет (мэр) общины Нова-Загора — Николай Георгиев Грозев (Граждане за европейское развитие Болгарии (ГЕРБ)) по результатам выборов.